# Набујала река
Набујала река је југословенски филм из 1983. године. Режирао га је Бесим Сахатчију а сценарио је написао Петрит Имами

## Улоге
| Глумац            | Улога |
| ----------------- | ----- |
| Мелихате Ајети    |       |
| Истреф Беголи     |       |
| Авдуш Хасани      |       |
| Даница Максимовић |       |
| Раде Марковић     |       |
| Анкица Миленковић |       |
| Воја Мирић        |       |
| Шани Паласка      |       |
| Абдурахман Шаља   |       |
| Хади Шеху         |       |